# Анджејов Дурановски
Анджејов Дурановски (пољ. Andrzejów Duranowski) је село у Пољској које се налази у војводству Мазовском у повјату Сохачевском у општини Сохачев.
Од 1975. до 1998. године ово насеље се налазило у Скјерњевјецком војводству.